# Pácin, Borsod-Abaúj-Zemplén
Pácin este un sat în districtul Cigánd, județul Borsod-Abaúj-Zemplén, Ungaria, având o populație de 1.493 de locuitori (2011). 

## Demografie
Componența etnică a satului Pácin
     Maghiari (87,29%)
     Romi (12,52%)
     Ruși (0,2%)
Componența confesională a satului Pácin
     Reformați (39,45%)
     Romano-catolici (28,06%)
     Greco-catolici (6,23%)
     Fără religie (3,22%)
     Necunoscută (23,04%)
     Alte religii (2,75%)
Conform recensământului din 2011, satul Pácin avea 1.493 de locuitori. Din punct de vedere etnic, majoritatea locuitorilor (87,29%) erau maghiari, cu o minoritate de romi (12,52%). Nu există o religie majoritară, locuitorii fiind reformați (39,45%), romano-catolici (28,06%), greco-catolici (6,23%) și persoane fără religie (3,22%). Pentru 23,04% din locuitori nu este cunoscută apartenența confesională.